# Statzenturm
Der Statzenturm ist ein ehemaliger Wohn- und Wehrturm in Neuershausen (Eichstetter Straße 21), einem heutigen Ortsteil der Gemeinde March im Landkreis Breisgau-Hochschwarzwald in Baden-Württemberg.
Im 12. und 13. Jahrhundert ist in Neuershausen ein Rittergeschlecht belegt, das sich nach dem Ort nannte und um 1344 wird eine Burg mit einem Turmhaus (Statzenturm) der Ritter Statz erwähnt. Anfang des 17. Jahrhunderts ist die Grundherrschaft mit dem Statzenturm, jetzt Rinkenhof, in Händen der Rinck von Baldenstein (Kauf des Basler Bischofs Wilhelm Rinck von Baldenstein und seiner Brüder).
Nachdem die Burganlage 1632 im Dreißigjährigen Krieg durch die Schweden zerstört worden war, wurde danach das Meierhaus errichtet. Von dem ehemaligen viereckigen Wohn- und Wehrturm mit Stufengiebel und Torbau sowie Wirtschaftsgebäuden sind noch im Rinkenhof verbaute Reste erhalten.